# استفن دانگل مایر
استفن دانگل مایر (انگلیسی: Steffen Dangelmayr؛ زادهٔ ۹ سپتامبر ۱۹۷۸) بازیکن فوتبال اهل آلمان است که در پست مدافع بازی می‌کند.
از باشگاه‌هایی که در آن بازی کرده‌است می‌توان به باشگاه فوتبال اشتوتگارت اشاره کرد.